# Universidad Autónoma de Baja California Sur
La Universidad Autónoma de Baja California Sur (UABCS) es una Institución pública que ofrece programas educativos de calidad; genera y divulga conocimiento científico, tecnológico y humanístico de vanguardia; contribuye al estudio y comunicación de la cultura para formar profesionistas competentes, socialmente responsables, que impulsen el desarrollo sustentable de la Entidad y del país.
Fue creada a raíz de la iniciativa de la ley que envió al H. Congreso del Estado, el 26 de diciembre de 1975, el entonces gobernador de la entidad.
El 2 de febrero de 1976, el arquitecto Tomás Balarezo Cota fue elegido primer rector de la universidad por el H. Consejo Universitario constituyente. Unos meses después, el 15 de marzo de 1976, la UABCS inicia su actividad académica con un primer semestre o tronco común interdivisional, integrado por cuatro grupos con un total de 220 alumnos y cuatro maestros. La institución se ubicó en forma provisional en las instalaciones de la Escuela Primaria Federal "18 de Marzo".
El 12 de agosto del mismo año Luis Echeverría Álvarez, por entonces presidente constitucional de la República, colocó la primera piedra del primer edificio de la universidad.
El 20 de septiembre se constituyeron los troncos divisionales de ciencias biológicas, con dos grupos académicos, y de ciencias sociales, con uno. Se creó un departamento académico en cada división, y a partir de cada uno de esos departamentos se diseñaron las carreras previstas por la UABCS: Agronomía, Derecho, Zootecnia, Economía, Ciencias Políticas, Administración Pública, Biología Marina, Ingeniería en Pesquería y Geología Marina. 
El rector actual es el Dr. Dante Arturo Salgado González; en 2014 fue aprobada por el Congreso del Estado la Reforma a la Ley Orgánica Universitaria.

## Misión y Visión
La Universidad Autónoma de Baja California Sur cuenta con programas educativos acreditados y procesos administrativos certificados; es reconocida por su calidad docente, de investigación y difusión de la Cultura.

## Extensiones Académicas
- Cabo San Lucas
- Ciudad Insurgentes
- Loreto
- Guerrero Negro
- La Paz

## Oferta educativa
La Universidad Autónoma de Baja California Sur cuenta con diversas carreras desde Técnico Superior Universitario hasta Doctorado de las cuales son; 4 Técnico Superior Universitario, 8 Ingenierías, 31 Licenciaturas, 11 Maestrías y 3 Doctorados, con extensiones académicas dentro del Estado de Baja California Sur.

## Técnico Superior Universitario

### Departamento Académico de Economía
- Técnico Superior Universitario en Administración y Evaluación de Proyectos (Insurgentes) Archivado el 17 de julio de 2021 en Wayback Machine.
- Técnico Superior Universitario en Administración y Evaluación de Proyectos (Loreto, Insurgentes y Cabo San Lucas) Archivado el 17 de julio de 2021 en Wayback Machine.
- Técnico Superior Universitario en Gastronomía (Cabo San Lucas) (enlace roto disponible en Internet Archive; véase el historial, la primera versión y la última).
- Técnico Superior Universitario en Servicios Turísticos Especializados (Loreto, Cabo San Lucas e Insurgentes) Archivado el 17 de julio de 2021 en Wayback Machine.

## Licenciaturas

### Departamento Académico de Economía(enlace rotodisponible enInternet Archive; véase elhistorial, laprimera versióny laúltima).
- Licenciatura en Administración y Evaluación de proyectos Archivado el 17 de julio de 2021 en Wayback Machine.

- Licenciatura en Contaduría Pública (Cabo San Lucas) Archivado el 17 de julio de 2021 en Wayback Machine.

- Licenciatura en Economía Archivado el 17 de julio de 2021 en Wayback Machine.
- Licenciatura en Gestión de Servicios Turísticos Archivado el 17 de julio de 2021 en Wayback Machine.
- Licenciatura en Economía 2019 Archivado el 17 de julio de 2021 en Wayback Machine.
- Licenciatura en Gestión del Turismo Alternativo (Guerrero Negro) Archivado el 17 de julio de 2021 en Wayback Machine.
- Licenciatura en Negocios e Innovación Económica Archivado el 17 de julio de 2021 en Wayback Machine.
- Licenciatura en Turismo Alternativo (2005) Archivado el 17 de julio de 2021 en Wayback Machine.
- Licenciatura en Turismo Alternativo (2018) Archivado el 17 de julio de 2021 en Wayback Machine.

### Departamento Académico de Ciencias Sociales y Jurídicas(enlace rotodisponible enInternet Archive; véase elhistorial, laprimera versióny laúltima).
- Licenciatura en Ciencias Políticas y Administración Pública (2021) Archivado el 17 de julio de 2021 en Wayback Machine.
- Licenciatura en Comunicación (enlace roto disponible en Internet Archive; véase el historial, la primera versión y la última).
- Licenciatura en Criminología Archivado el 17 de julio de 2021 en Wayback Machine.
- Licenciatura en Derecho Archivado el 17 de julio de 2021 en Wayback Machine.
- Licenciatura en Derecho y Ciencias Jurídicas (Los Cabos) Archivado el 17 de julio de 2021 en Wayback Machine.

### Departamento Académico de Humanidades(enlace rotodisponible enInternet Archive; véase elhistorial, laprimera versióny laúltima).
- Licenciatura en Ciencias de la Educación Archivado el 17 de julio de 2021 en Wayback Machine.
- Licenciatura en Enseñanza en Lenguas Extranjeras (Los Cabos) Archivado el 17 de julio de 2021 en Wayback Machine.
- Licenciatura en Filosofía Archivado el 17 de julio de 2021 en Wayback Machine.
- Licenciatura en Historia Archivado el 17 de julio de 2021 en Wayback Machine.
- Licenciatura en Lengua y Literatura Archivado el 17 de julio de 2021 en Wayback Machine.
- Licenciatura en Lenguas Modernas Archivado el 17 de julio de 2021 en Wayback Machine.
- Licenciatura en Pedagogía Archivado el 17 de julio de 2021 en Wayback Machine.

### Departamento Académico de Agronomía(enlace rotodisponible enInternet Archive; véase elhistorial, laprimera versióny laúltima).
- Ingeniero Agrónomo 2018 Archivado el 17 de julio de 2021 en Wayback Machine.
- Licenciatura en Administración de Agronegocios 2018 Archivado el 17 de julio de 2021 en Wayback Machine.
- Licenciatura en Gestión de Producción Agropecuaria (Insurgentes) Archivado el 17 de julio de 2021 en Wayback Machine.
- Licenciatura en Gestión de la Producción Agropecuaria (Guerrero Negro) Archivado el 17 de julio de 2021 en Wayback Machine.

### Departamento Académico de Ciencia Animal y Conservación del Hábitat(enlace rotodisponible enInternet Archive; véase elhistorial, laprimera versióny laúltima).
- Ingeniería en Producción Animal Archivado el 17 de julio de 2021 en Wayback Machine.
- Médico Veterinario Zootecnista Archivado el 17 de julio de 2021 en Wayback Machine.

### Departamento Académico de Ciencias Marinas y Costeras(enlace rotodisponible enInternet Archive; véase elhistorial, laprimera versióny laúltima).
- Licenciatura en Biología Marina 2003 Archivado el 17 de julio de 2021 en Wayback Machine.
- Licenciatura en Biología Marina 2011 Archivado el 17 de julio de 2021 en Wayback Machine.
- Licenciatura en Ciencias Ambientales Archivado el 17 de julio de 2021 en Wayback Machine.

### Departamento Académico de Ciencias de la Tierra(enlace rotodisponible enInternet Archive; véase elhistorial, laprimera versióny laúltima).
- Licenciatura en Geología Archivado el 17 de julio de 2021 en Wayback Machine.

- Licenciatura en Gestión y Ciencias del Agua Archivado el 17 de julio de 2021 en Wayback Machine.

### Departamento Académico de Ingeniería en Pesquerías(enlace rotodisponible enInternet Archive; véase elhistorial, laprimera versióny laúltima).
- Bioingeniería en Acuacultura Archivado el 17 de julio de 2021 en Wayback Machine.
- Ingeniería en Fuentes de Energía Renovables Archivado el 17 de julio de 2021 en Wayback Machine.
- Ingeniería en Pesquerías Archivado el 17 de julio de 2021 en Wayback Machine.
- Ingeniería en Prevención de Desastres y Protección Civil Archivado el 17 de julio de 2021 en Wayback Machine.

### Departamento Académico Sistemas Computacionales(enlace rotodisponible enInternet Archive; véase elhistorial, laprimera versióny laúltima).
- Licenciatura en Administración de Tecnologías de Información Archivado el 17 de julio de 2021 en Wayback Machine.
- Ingeniería en Desarrollo de Software Archivado el 17 de julio de 2021 en Wayback Machine.
- Ingeniería en Tecnología Computacional Archivado el 17 de julio de 2021 en Wayback Machine.

## Maestrías
- Maestría en Ciencias Marinas y Costeras
- Maestría en Historia Regional
- Maestría en Administración Estratégica
- Maestría en Administración de Tecnologías de la Información
- Maestría en Ciencias Agropecuarias en Zonas Áridas y Costeras
- Maestría en Ciencias Sociales: Desarrollo Sustentable y Globalización
- Maestría en Derecho en el Sistema de Justicia Penal Acusatorio
- Maestría en Economía del Medio Ambiente y de los Recursos Naturales
- Maestría en Desarrollo Sustentable y Globalización
- Maestría en Investigación Histórico-Literaria
- Maestría en Interinstitucional en Derechos Humanos junto con la Universidad Autónoma de Tlaxcala, la Universidad Autónoma de Campeche, la Universidad Autónoma de Guanajuato y la Comisión Nacional de los Derechos Humanos.

## Doctorados
- Doctorado en Ciencias Marinas y Costeras
- Doctorado en Ciencias Sociales: Desarrollo Sustentable y Globalización
- Doctorado en Derechos Humanos